# Lema de Fatou

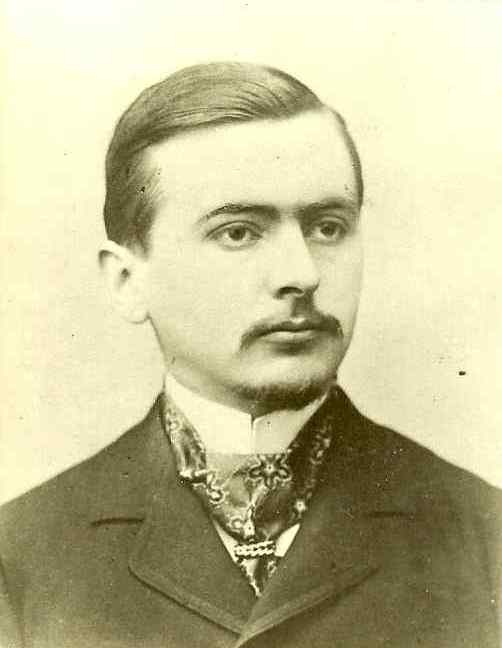
Pierre Fatou

En matemáticas, específicamente en teoría de la medida, el lema de Fatou (llamado así en honor al matemático francés Pierre Fatou), que es una consecuencia del teorema de convergencia monótona, establece una desigualdad que relaciona la integral (en el sentido de Lebesgue) del límite inferior de una sucesión de funciones con el límite inferior de las integrales de las mismas. Es muy importante ya que nos permite manejar las sucesiones de funciones que no son monótonas y es usado en las demostraciones del teorema Fatou-Lebesgue y del teorema de convergencia dominada de Lebesgue.

## Enunciado
Si {\displaystyle (f_{n})} es una sucesión de funciones integrables no negativas para las cuales
{\displaystyle \liminf _{n}\int f_{n}d\mu <\infty ,}
entonces la función {\displaystyle f}, definida por
{\displaystyle f(x)=\liminf f_{n}(x),}
es integrable y
{\displaystyle \int fd\mu \leq \liminf \int f_{n}d\mu .}

## Demostración
Sea {\displaystyle g_{m}=\inf\{f_{m},f_{m+1},f_{m+2},\cdots \}=\inf _{n\geq m}f_{n}}. Entonces {\displaystyle g_{m}\leq f_{n}} si {\displaystyle m\leq n}. Así, por monotonía de la integral, tenemos que
{\displaystyle \int g_{m}d\mu \leq \int f_{n}d\mu ,\quad {\text{si}}\;m\leq n}
Ahora usando propiedades básicas de supremos, ínfimos y límites inferiores tenemos que
{\displaystyle \int g_{m}d\mu \leq \inf _{n\geq m}\int f_{n}d\mu \leq \sup _{m}\inf _{n\geq m}\int f_{n}d\mu =\liminf _{n}\int f_{n}d\mu }.
Por otro lado, al ser cada {\displaystyle f_{n}} medible, también lo es {\displaystyle g_{m}} para cada {\displaystyle m}, pues el supremo y el ínfimo de funciones medibles es medible. Por la misma razón, {\displaystyle \sup _{m}g_{m}=\sup _{m}\inf _{n\geq m}f_{n}=\liminf f_{n}} también es medible y tiene sentido escribir su integral. 
Finalmente, como {\displaystyle (g_{m})} es creciente, tenemos que {\displaystyle \lim _{m}g_{m}=\sup _{m}g_{m}=\liminf f_{n}} y, entonces, aplicando el teorema de convergencia monótona {\displaystyle ({\text{TCM}})} y la desigualdad de arriba (tomando el límite cuando {\displaystyle m} tiende a infinito, notando que el lado derecho no depende de {\displaystyle m}),
{\displaystyle \int \liminf _{n}f_{n}d\mu =\int \lim _{m}g_{m}d\mu {\overset {\text{(TCM)}}{=}}\lim _{m}\int g_{m}d\mu \leq \liminf _{n}\int f_{n}d\mu },
que es la desigualdad que queríamos demostrar.{\displaystyle \quad \square }

## Corolario
Sea {\displaystyle f_{n}:E\to \mathbb {R} \,} una sucesión de funciones medibles no negativas que converge casi en todas partes a una función {\displaystyle f\,} tal que:
{\displaystyle \int _{E}f_{n}\leq K\,}.
Entonces,
{\displaystyle \int _{E}f\leq K\,}.

## Ejemplos de casos límite

### Caso en el que la desigualdad es estricta
No podemos "mejorar" el teorema afirmando la igualdad entre ambas expresiones porque hay ejemplos de sucesiones de funciones en los que la desigualdad es estricta. Consideremos la sucesión {\displaystyle (f_{n})_{n\in \mathbb {N} }} sobre el conjunto {\displaystyle E:=[0,2]} dotado de la medida de Lebesgue, donde {\displaystyle f_{2n}=\mathbb {1} _{[0,1]}} y {\displaystyle f_{2n+1}=\mathbb {1} _{(1,2]}} son las funciones indicatrices de {\displaystyle [1,0]} y {\displaystyle (1,2]}. Tenemos que {\displaystyle \liminf f_{n}=0}, por lo que {\displaystyle \int _{[0,2]}\liminf f_{n}\mathrm {d} \mu =0}, pero, por otro lado, para cualquier {\displaystyle n}, {\displaystyle \int _{[0,2]}f_{n}\mathrm {d} \mu =1}, de modo que {\displaystyle \liminf \int _{[0,2]}f_{n}\mathrm {d} \mu =1} y no se tiene la igualdad.

### La hipótesis de positividad
La hipótesis de positividad de las funciones es necesaria. Está claro que la demostración dada la utiliza, porque la positividad de las funciones es un hipótesis del teorema de la convergencia monótona, que se usa en la demostración, pero podrían existir a priori otras demostraciones que no usaran la hipótesis de positividad. Sin embargo, el lema no es cierto en general para funciones no positivas, y un ejemplo en el que no se cumple es el siguiente: 
Sean {\displaystyle f_{n}=-\mathbb {1} _{[n,2n]}/n} para {\displaystyle n\geq 1}. La sucesión {\displaystyle (f_{n})_{n\in \mathbb {N} }} converge (uniformemente) en todo {\displaystyle \mathbb {R} } hacia la función nula, de manera que {\displaystyle \int _{\mathbb {R} }\liminf f_{n}\mathrm {d} \mu =0}. Por otro lado, cada {\displaystyle f_{n}} tiene integral {\displaystyle -1}, de modo que {\displaystyle \liminf \int _{\mathbb {R} }f_{n}\mathrm {d} \mu =-1}, y esto es contrario al enunciado del lema de Fatou: {\displaystyle \int _{\mathbb {R} }\liminf f_{n}\mathrm {d} \mu =0\not \leq -1=\liminf \int _{\mathbb {R} }f_{n}\mathrm {d} \mu }.
Este también es un contraejemplo del hecho de poder intercambiar límites uniformes e integrales de Riemann en caso de que el dominio no sea compacto.